# 王庆录
王庆录（1938年2月—），汉族，河北平山人，中华人民共和国政治人物。
1985年1月至1985年9月任广西北海市委副书记、副市长。1985年9月至1995年5月任广西北海市委书记（期間：1985年10月至1987年6月兼任北海市政协主席）。1995年5月至1998年1月任广西壮族自治区党委统战部部长。1998年1月任广西壮族自治区政协副主席。2001年2月因严重违纪，受到开除中共党籍，撤销全国政协委员资格和广西壮族自治区政协副主席职务处分。